# Кальб, Герман
Герман Кальб (нем. Hermann Kalb; 20 октября 1924, Йена — 25 февраля 2011, Берлин) — немецкий политик, член ХДС в ГДР.

## Биография
Герман Кальб происходил из семьи служащих. Окончив среднюю школу, в 1941—1945 году служил в вермахте. В 1946 году изучал юриспруденцию в Йенском университете, в том же году вступил в ХДС. В 1947—1949 годах занимал должности секретаря и председателя райкома ХДС в Майнингене. В 1948—1950 годах входил в состав райсовета и являлся советником администрации Майнингена. В 1949 году вступил в Объединение свободных немецких профсоюзов, в 1950 году — в Общество германо-советской дружбы. В 1950—1952 годах являлся председателем ХДС в Тюрингии и депутатом ландтага Тюрингии. В 1950—1990 годах являлся депутатом Народной палаты ГДР. В 1952—1961 годах занимал должность председателя окружного комитета ХДС в Эрфурте, а в 1952—1954 годах являлся депутатом окружного собрания Эрфурта. В 1952 году Кальб был избран в состав правления ХДС, в 1960—1989 годах входил в состав его президиума. В 1961—1971 годах Кальб занимал должность главного редактора центрального печатного органа ХДС Neue Zeit, в 1961—1970 годах входил в состав президиума Союза журналистов ГДР. В 1971—1982 годах Кальб занимал должность секретаря правления ХДС. В 1977—1989 годах работал на должности заместителя статс-секретаря по церковным вопросам, а с 1 января по 30 сентября 1990 года — статс-секретарём и руководителем ведомства по церковным вопросам.